# К-3 (самолёт)
К-3 — советский пассажирский самолёт. Разработан К. А. Калининым во 2-й половине 1920-х годов.

## История
К-3 был разработан на базе К-2 в конце 1927 и пошёл в эксплуатацию со следующего года. По схеме и габаритам он почти не отличается от предшественника, и с тем же двигателем BMW. Оборудован для перемещения врача и двоих лежачих больных или же четверых сидячих. В 1928-1930 на нём доставили в больницы из труднодоступных районов 30 человек. 

## Конструкция[1]
Одномоторный самолет с высокорасположенным эллиптическим в плане крылом с подкосами. Конструкция планера традиционная для того времени - каркас из деревянных и металлических деталей, поверх которого крепилась металлическая и полотняная обшивка.
- Фюзеляж -  конструктивно аналогичен фюзеляжу К-1 - металлический каркас, укрепленный металлическими тросами. Моторный отсек и обе кабины имели металлическую обшивку, а хвостовая балка покрывалась полотном. Носовая часть фюзеляжа - моторама закрытая металлическим кожухом, за ней двухместная кабина экипажа. В центральной части фюзеляжа пассажирский салон. В хвостовой части находились тросы проводки управления и другие устройства.
- Крыло - эллиптическое в плане. Силовой набор полностью деревянный. Центроплан крепился к выгнутой верхней части фюзеляжа. В корневой части крыла крепились два топливных бака. На крыле крепились элероны отклоняемые при помощи тросовой проводки.
- Хвостовое оперение -  стабилизатор эллиптический в плане с рулями высоты. Киль - из двух частей: неподвижная часть выполнена в виде трапеции со скругленной передней кромкой, на ней крепился Г-образный руль направления. Оперение изготавливалось из дерева и полотна. Управление рулями тросовое. Часть тросов проходила снаружи фюзеляжа.
- Силовая установка - бензиновый двигатель водяного охлаждения BMW-IV мощностью 240 л.с. Винт деревянный двухлопастной постоянного шага. Охлаждение двигателя производилось при помощи масляного радиатора, установленного на мотораме и двух водных радиаторов. Газы отводились по выхлопной трубе вверх.
- Шасси - неубираемое. При помощи подкосов под днищем фюзеляжа закреплялась ось для монтажа колес. В хвосте самолета монтировался подпружиненный костыль. В зимнее время колеса и костыль заменялись лыжами.
- Экипаж - два человека. Пилот и бортмеханик располагались в остекленной кабине позади моторного отсека. Лобовое стекло конструктивно являлось частью центроплана и ограничивало передний обзор. Боковой обзор осуществлялся через многоугольные боковые окна. Под кабиной летчиков находился багажный отсек с доступом через бортовой люк.
- Грузопассажирская кабина - вся центральная часть фюзеляжа была оборудована для перевозки больных, врачей и медикаментов. Кабина была обшита звуко - и теплоизолирующим материалом и оснащена системой обогрева с отбором тепла от двигателя. Были установлены вентиляторы и электрическое освещение. Доступ в кабину обеспечивался дверью справа и специальным люком слева. В задней части кабины установлено кресло врача. У левого борта монтировались крепления для носилок. Самолет мог принять на борт двух лежачих больных или четырех сидячих.

-

## Лётно-технические характеристики
Источник данных: «Уголок неба»

Технические характеристики
- Экипаж: 1 чел.
- Пассажировместимость: 4 чел.
- Грузоподъёмность: 740 кг
- Длина: 11,25 м
- Размах крыла: 16,76 м
- Высота: 2,8 м
- Площадь крыла: 40 м²
- Масса пустого: 1560 кг
- Максимальная взлётная масса: 2300 кг
- Силовая установка: 1 × ПД BMW-IV[англ.]
- Мощность двигателей: 1 × 240 л. с.

Лётные характеристики
- Максимальная скорость: 170 км/ч
- Крейсерская скорость: 140 км/ч
- Практическая дальность: 730 км
- Практический потолок: 3880 м